# Halloween: Zmrtvýchvstání
Halloween: Zmrtvýchvstání je americký horor z roku 2002 a v pořadí 8. díl v hororové sérii Halloween režiséra Ricka Rosenthala.

## Děj
Jak se zdálo, Laurie Strodeová, mladší sestra masového vraha Michaela Myerse, v předešlém díle sťala Michaelovi hlavu a tím pádem ho navždy zničila. Jak se ale zdá, tomu, komu Laurie usekla hlavu, nebyl Michael. Od té doby tráví svůj život v psychiatrické léčebně a čeká ... ví, že Michael jen tak nic nevzdá a ona také ne. Den před 31. říjnem se Michael a Laurie opět střetnou, ale i po chvíli, ve které se zdálo, že Michael je chycen do pasti, Michael vítězí a Laurie zabíjí.
Den na to pořádá tým s názvem Dangertainment show z Michaelova domu v přímém přenosu, jejíž uchazeči musejí přetrvat celou noc v Michaelově domě, z čehož také vyjde jejich odměna. Problém je v tom, že nikdo z nich nezná svůj osud, který je v onom domě potká...